# 티라퐁 실라차이
티라퐁 실라차이(태국어: ธีรพงศ์ ศิลาชัย, 2003년 11월 19일~)는 태국의 역도 선수이다. 2024년 하계 올림픽 남자 밴텀급 은메달을 획득했으며 세계 선수권 대회에서 금메달 1개(2022)를 획득했다.